# Curt Hampel

Grabstätte von Curt W. Hampel in Dresden

Curt W. Hampel (* 27. November 1905 in Stendal; † 24. November 1973 in Dresden) war ein deutscher Hochschullehrer. Er war Professor für drahtgebundene Nachrichtentechnik an der Hochschule für Verkehrswesen (HfV) „Friedrich List“ in Dresden.

## Leben und Werk
Obwohl in Stendal geboren wuchs Hampel in Darmstadt auf, wo sein Vater als Fotograf das alteingesessene Atelier Hofmann führte. Hampel besuchte von 1912 bis 1924 das Hessische Realgymnasium in Darmstadt, das er mit dem Abitur verließ. Anschließend nahm er an der Technischen Hochschule Darmstadt ein Studium in der Fachrichtung Elektrotechnik auf, das er 1931 beendete. Seine Diplomarbeit befasste sich mit Wirtschaftlichkeitsuntersuchungen an Akkumulatoren. Die Diplomurkunde zum Diplomingenieur für Elektrotechnik erhielt Hampel am 11. Dezember 1931. In der Folge bekam er zunächst keine Anstellung, bis 1933 galt er offiziell als arbeitslos. Allerdings verfolgte er in dieser Zeit als Gasthörer weiterhin Vorlesungen an der Technischen Hochschule. Um der Arbeitslosigkeit zu entgehen, trat Hampel 1933 in den neu gegründeten Reichsarbeitsdienst ein, in dem er bis 1935, zuletzt als Unterführer, tätig war.
Anschließend fand er im Berliner Wernerwerk für Fernmeldetechnik der Siemens & Halske AG eine Anstellung als Einrichtungs-Ingenieur. Allerdings wurde Hampel kurz darauf als Mitglied der sogenannten weißen Jahrgänge im Rahmen der Wiedereinführung der Wehrpflicht zur Wehrmacht eingezogen, wo er bei einem Pionierbataillon in Hannoversch-Münden eine Kurzausbildung erhielt. Nachdem sich Hampel bei Siemens als Ingenieur für Sonderanlagen der Fernmeldetechnik eingearbeitet hatte, wurde er zu Kriegsbeginn 1939 wieder eingezogen. Er diente zunächst als Unteroffizier in einem Pionier-Bataillon in Küstrin, später in einem Marschbataillon mit Standort in Gnesen. Bei Kampfhandlungen wurde er 1942 verwundet, so dass ihm der linke Unterschenkel amputiert werden musste. Während seiner Genesung, die bis 1943 andauerte, wurde Hampel vom Heereswaffenamt dienstverpflichtet und verließ somit die Firma Siemens. Fortan diente er zunächst am Standort Berlin, später in der Heeresversuchsanstalt Hillersleben, wo Hampel an Waffenerprobungen als Mitglied einer sogenannten Zündergruppe, die elektronische Zünder entwickelte, mitwirkte. Das Kriegsende erlebte er somit in Hillersleben, das zunächst von amerikanischen Truppen besetzt wurde.
In der Nachkriegszeit leitete Hampel zunächst die Gemeindevertretung von Hillersleben und wirkte als Kassenverwalter. Erst 1948 erhielt er eine Anstellung an der damaligen Ingenieurschule für Schwermaschinenbau Magdeburg, wo er bis 1955 als Dozent und Hauptabteilungsleiter für das Abend- und Fernstudium tätig war. Darüber hinaus baute er das dortige Labor für Fernmeldetechnik auf.
Im Jahr 1955 erhielt Hampel schließlich einen Ruf an die erst 1952 gegründete Hochschule für Verkehrswesen in Dresden. In der Fakultät Verkehrstechnik wurde er zum Leiter des Lehrstuhls für Fernmeldetechnik ernannt und mit der Wahrnehmung der Professur mit Lehrauftrag für Drahtgebundene Fernmeldetechnik ab dem 1. September 1955 beauftragt. Diese Professur hatte er bis zum 31. Januar 1969 inne. Gleichzeitig war er Vorsitzender der Betriebssektion der Kammer der Technik der Hochschule für Verkehrswesen Dresden. Darüber hinaus war er zeitweise stellvertretender Fachrichtungsleiter für die Studienrichtung Fernmeldetechnik der Deutschen Post. Der Professoren-Titel wurde Hampel anlässlich seines 60. Geburtstages am 27. November 1965 verliehen. Nach seiner Entpflichtung als Lehrstuhlleiter zum Jahresende 1968 wurde Hampel durch seine Berufung zum Hochschuldozent für Nachrichtentechnik weiterhin an die HfV gebunden. Nachdem nach der dritten DDR-Hochschulreform Sektionen anstelle der Fakultäten eingeführt wurden, berief ihn die Hochschule mit Wirkung vom 1. September 1969 zum außerordentlichen Professor der Sektion Technische Verkehrskybernetik. Zwei Jahre später, am 1. September 1971, wurde er emeritiert.
Auch außerhalb der Hochschule war Hampel gefragt. Die Verwaltung der Deutschen Reichsbahn ernannte ihn zum Mitglied ihres Fernmeldeausschusses. Außerdem war er Mitglied der Arbeitsgruppe Fernmeldetechnik bei der Hauptverwaltung Sicherungs- und Fernmeldewesen. Auch in anderen Arbeitsgruppen war Hampel beratend aktiv, so in der Arbeitsgruppe „Vermittlungstechnik“ der Zentralen Arbeitsgruppe „Drahtnachrichtentechnik“ und im Arbeitskreis „Übertragungstechnik“, wohin er vom Forschungsrat der Deutschen Demokratischen Republik (DDR) berufen worden war. Daneben gehörte Hampel zur Expertenkommission der Aufbauleitung der in der DDR ab 1970 neuangelegten Autobahn von Berlin nach Rostock.
Hampel lebte zuletzt mit seiner Familie in der Regensburger Straße 9 in Dresden. Er verstarb 1973 in Dresden und wurde auf dem Johannisfriedhof beigesetzt.

## Publikationen
- Drahtgebundene Fernmeldetechnik. Lehrbrief 4. Fernmelde-Fernverkehrstechnik, Transpress, Berlin 1968.
- Drahtgebundene Fernmeldetechnik. Lehrbrief 5. Fernmelde-Fernverkehrstechnik, Transpress, Berlin 1969.
- Fernsprechtechnik. Lehrbrief 2. Basatechnik, Dresden [1980].
- Fernsprechtechnik. Lehrbrief 2. Basatechnik, Bildteil, Dresden [1984].
- Fernsprechtechnik. Lehrbrief 2. Basatechnik, von Kurt Weigelt überarbeitete Auflage, Dresden [1986].
- Fernsprechtechnik. Lehrbrief 2. Basatechnik, Bildteil, von Kurt Weigelt überarbeitete Auflage, Dresden [1986].

## Quelle
- Kurzbiographie beim Universitätsarchiv der TU Dresden zu Curt Hampel vom 7. April 2014, erstellt von Angela Buchwald